# Magnolita
La magnolita és un mineral de la classe dels òxids. Va rebre el nom el 1877 per Frederick Genth pel districte miner de Magnolia, als Estats Units, la seva localitat tipus.

## Característiques
La magnolita és un tel·lurit de fórmula química [Hg₂]2+[Te4+O₃]. Cristal·litza en el sistema ortoròmbic.
Segons la classificació de Nickel-Strunz, la magnolita pertany a «04.JK - Tel·lurits sense anions addicionals, sense H₂O» juntament amb els següents minerals: winstanleyita, walfordita, spiroffita, zincospiroffita, balyakinita, rajita, carlfriesita, denningita, chekhovichita, smirnita, choloalita, fairbankita, plumbotel·lurita, moctezumita, schmitterita i cliffordita.
L'exemplar que va servir per a determinar l'espècie, el que es coneix com a material tipus, es troba conservat al Museu Nacional d'Història Natural, l'Smithsonian, situat a Washington DC (Estats Units), amb el número de registre: 165455.

## Formació i jaciments
Va ser descoberta a la mina Keystone, situada al districte miner de Magnolia, dins el comtat de Boulder (Colorado, Estats Units). També ha estat descrita a les properes mines de Mountain Lion i Bessie G, aquesta darrera al comtat de La Plata, també a Colorado. Aquests tres indrets són els únics de tot el planeta on ha estat descrita aquesta espècie mineral.